# Pelícano ceñudo
El pelícano ceñudo (Pelecanus crispus) es una especie de ave de la familia Pelecanidae.

## Descripción
Es una de las especies más raras de pelícanos del mundo. Tiene un característico plumaje blanco con los extremos de las alas oscuras, y una bolsa de color rosa o naranja debajo del pico. Suelen volar a velocidades de 75km/h.

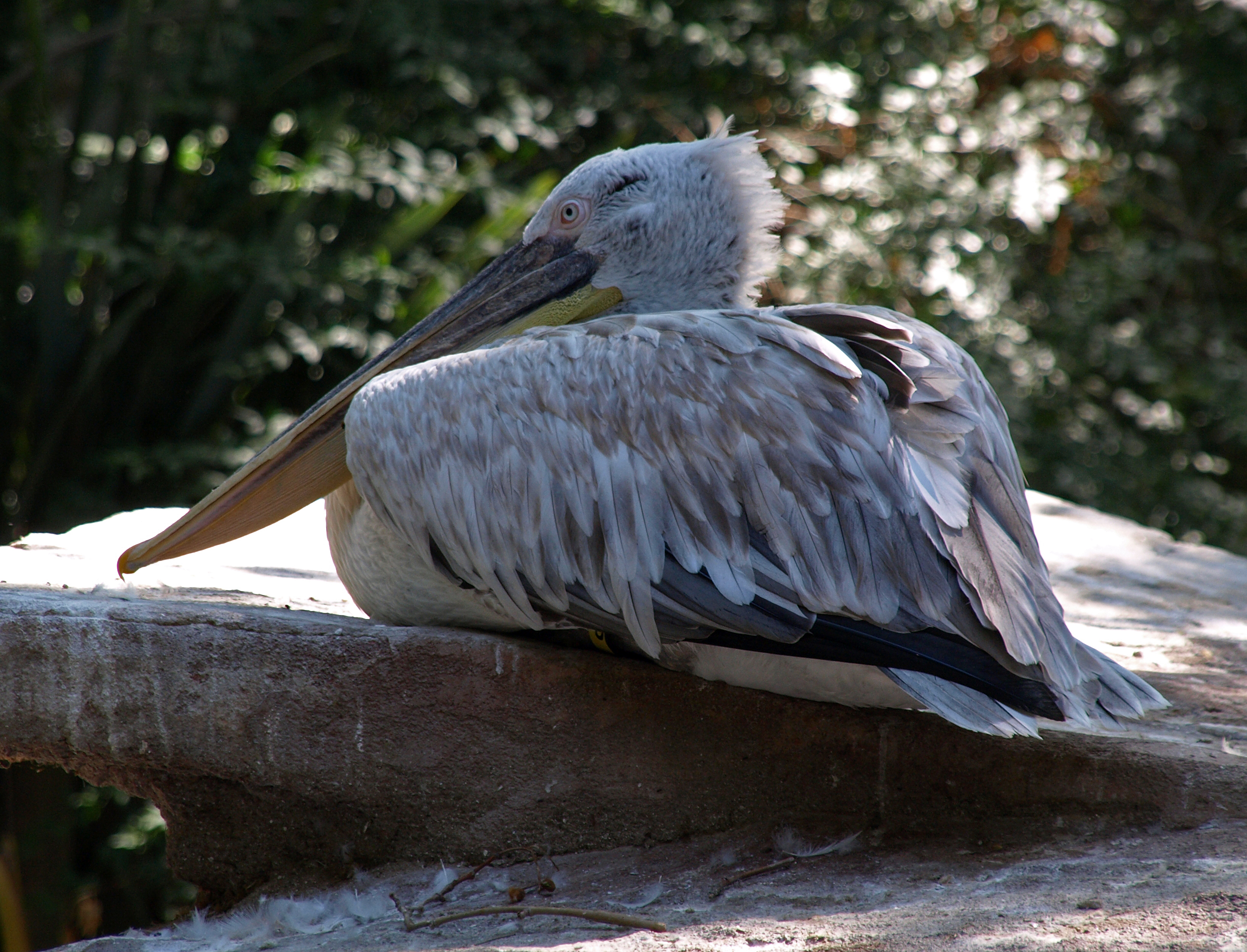
Pelicano ceñudo

## Comportamiento
Es sociable, y las bandadas suelen cooperar para alimentarse conduciendo un banco de peces hasta aguas poco profundas. Luego se sumergen y llenan las bolsas golares de peces y agua. Vacían el agua levantando la cabeza. Las colonias de cría están localizadas en marismas.

## Distribución
El pelícano ceñudo se distribuye desde el Mediterráneo oriental en el oeste hasta el Estrecho de Taiwán en el este y desde el golfo pérsico en el sur hasta Siberia en el norte.
Se han encontrado fósiles que atestiguan la presencia del pelícano ceñudo en la península ibérica, al menos, hasta el siglo XII durante el periodo islámico. Es posible que, al igual que otras aves pescadoras, tras el establecimiento del cristianismo, la especie comenzara a ser perseguida debido a la nueva costumbre de comer pescado los viernes, comenzando un lento declive hasta su completa extinción en el siglo XIX cuando se popularizaron las armas de fuego.

## En la cultura
El pelícano ceñudo, que tiene en Albania parte de su área de invernada y de migración, fue escogido por el Banco de Albania para ser homenajeado en la moneda de 1 lek albanés, acuñada en piezas de bronce, en los años 1996, 2008 y 2013. 

## Galería

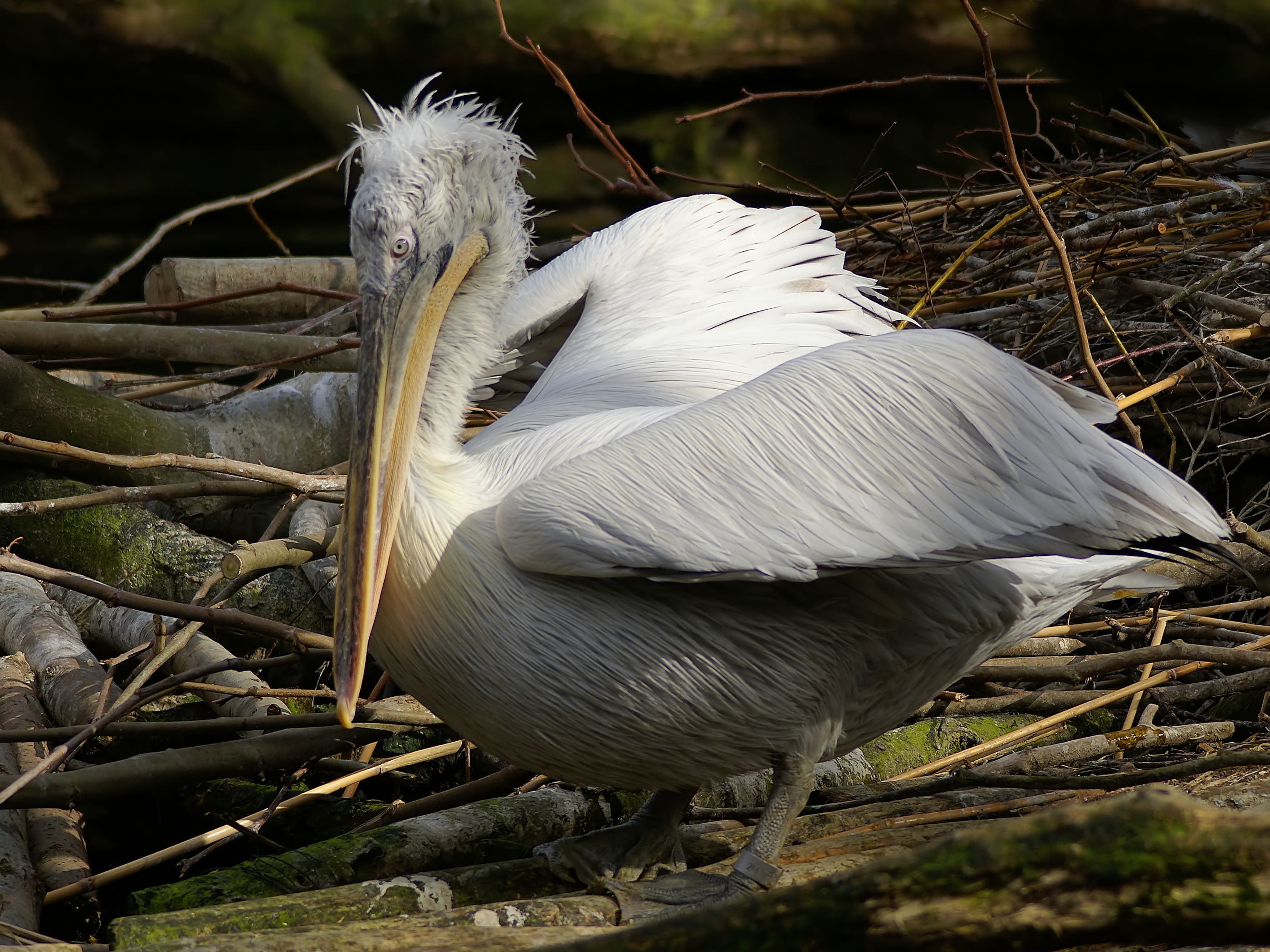
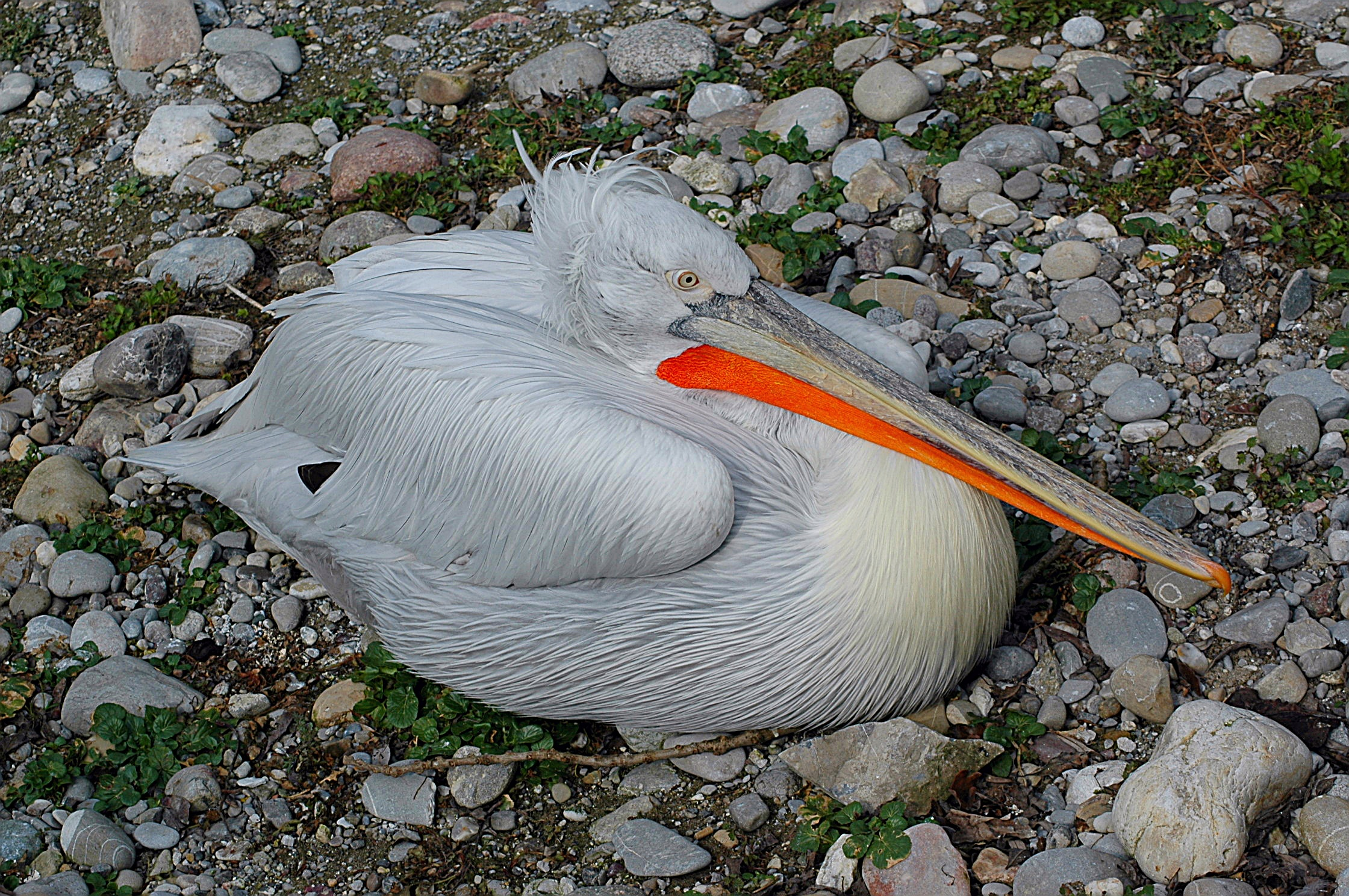
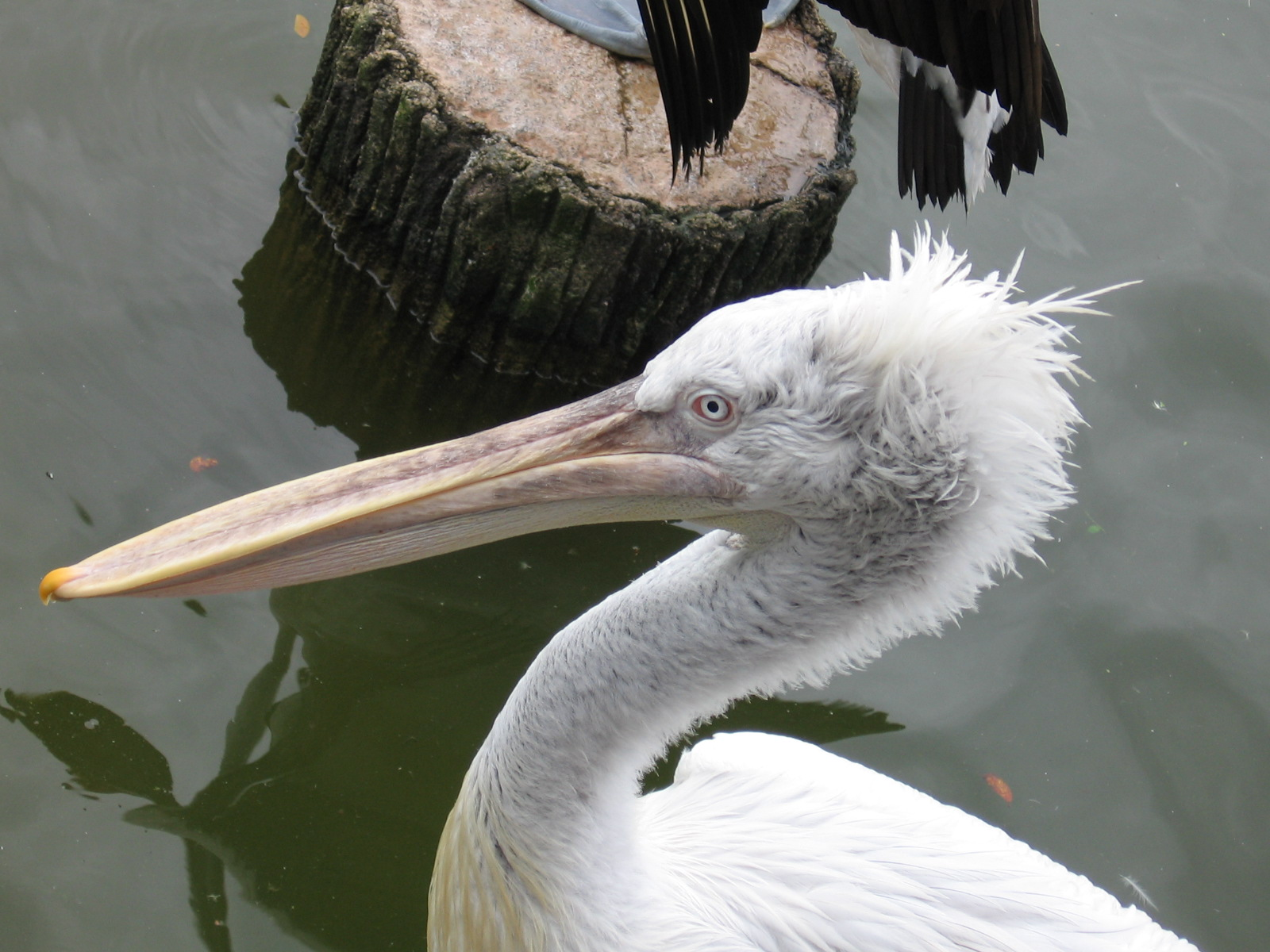
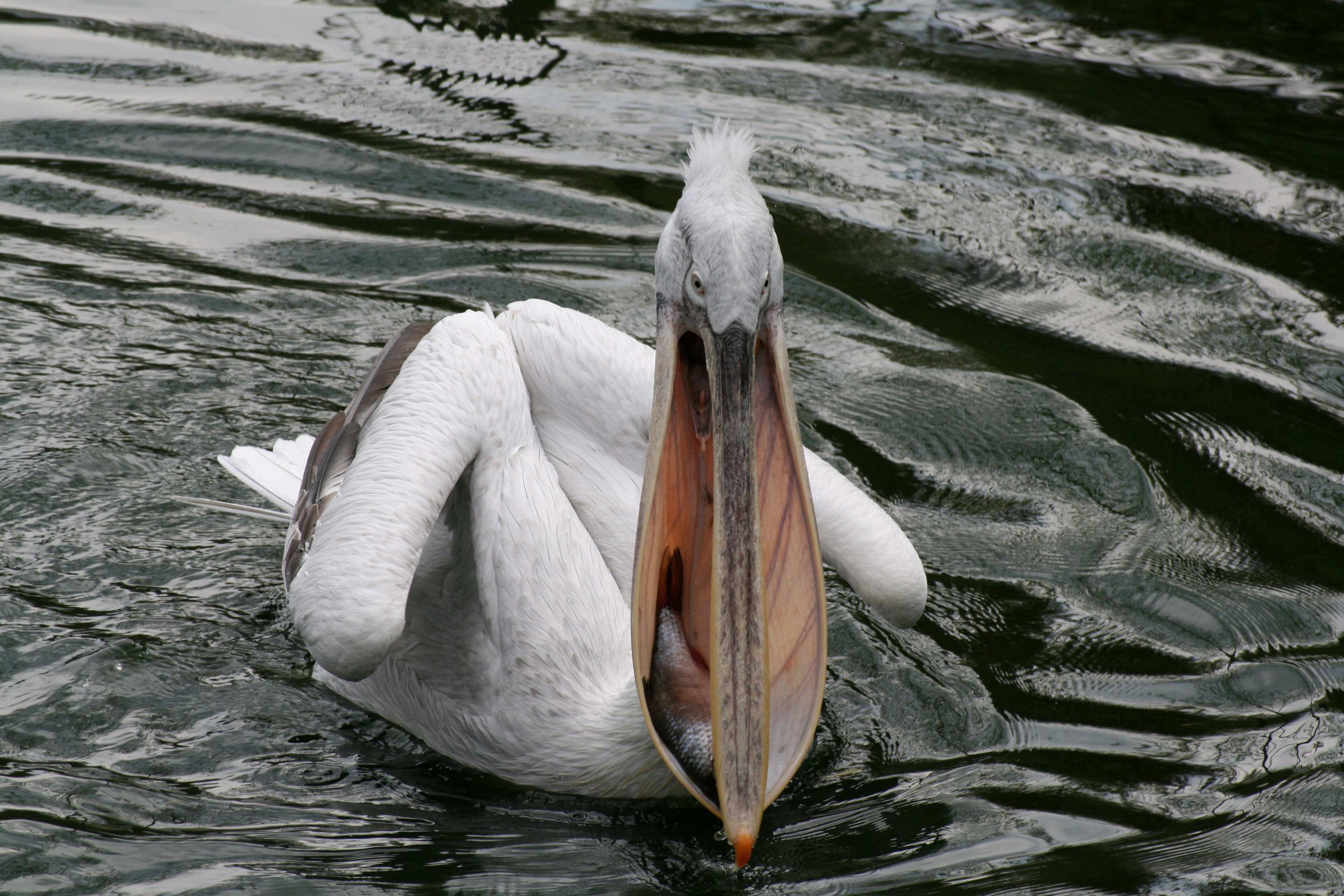
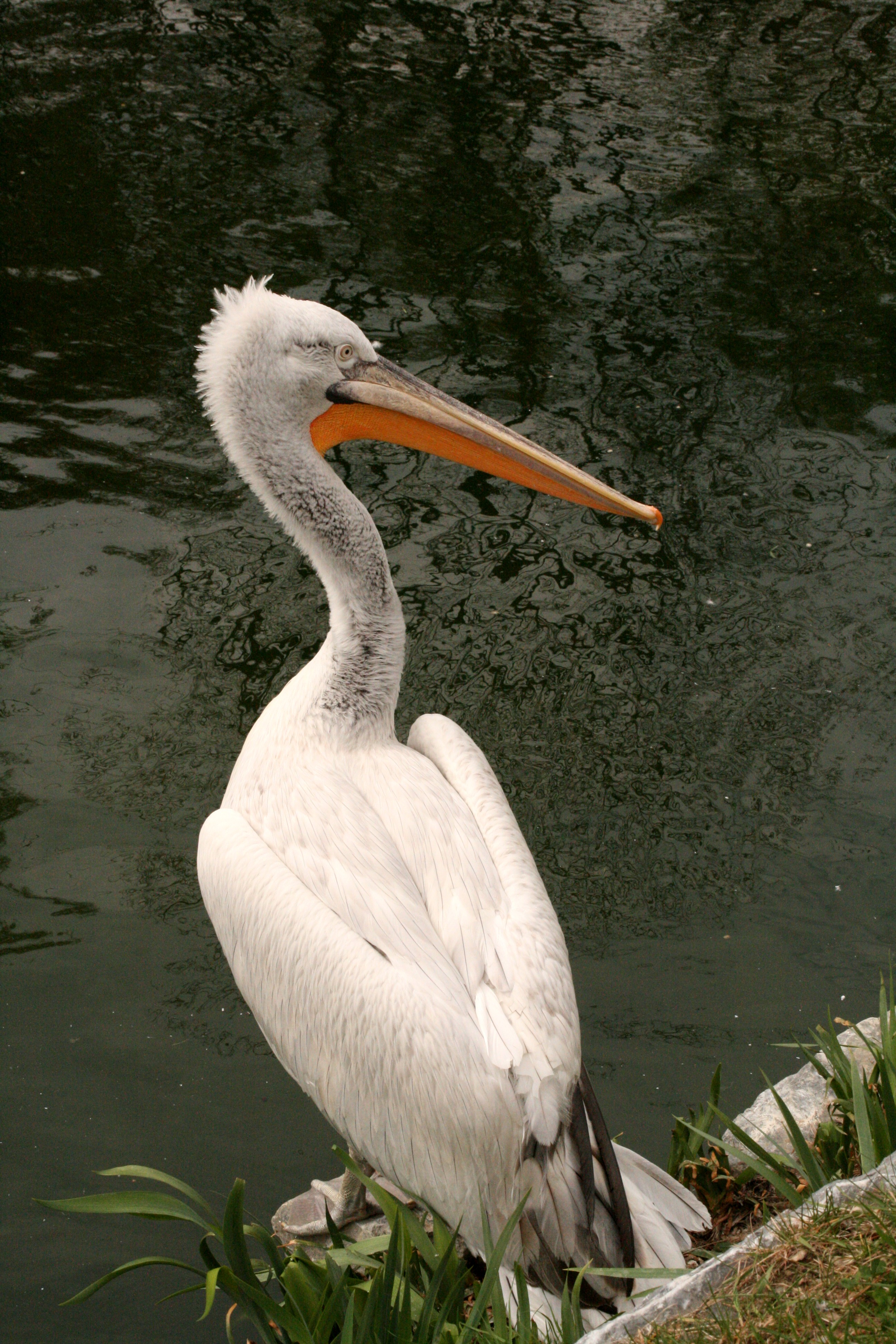
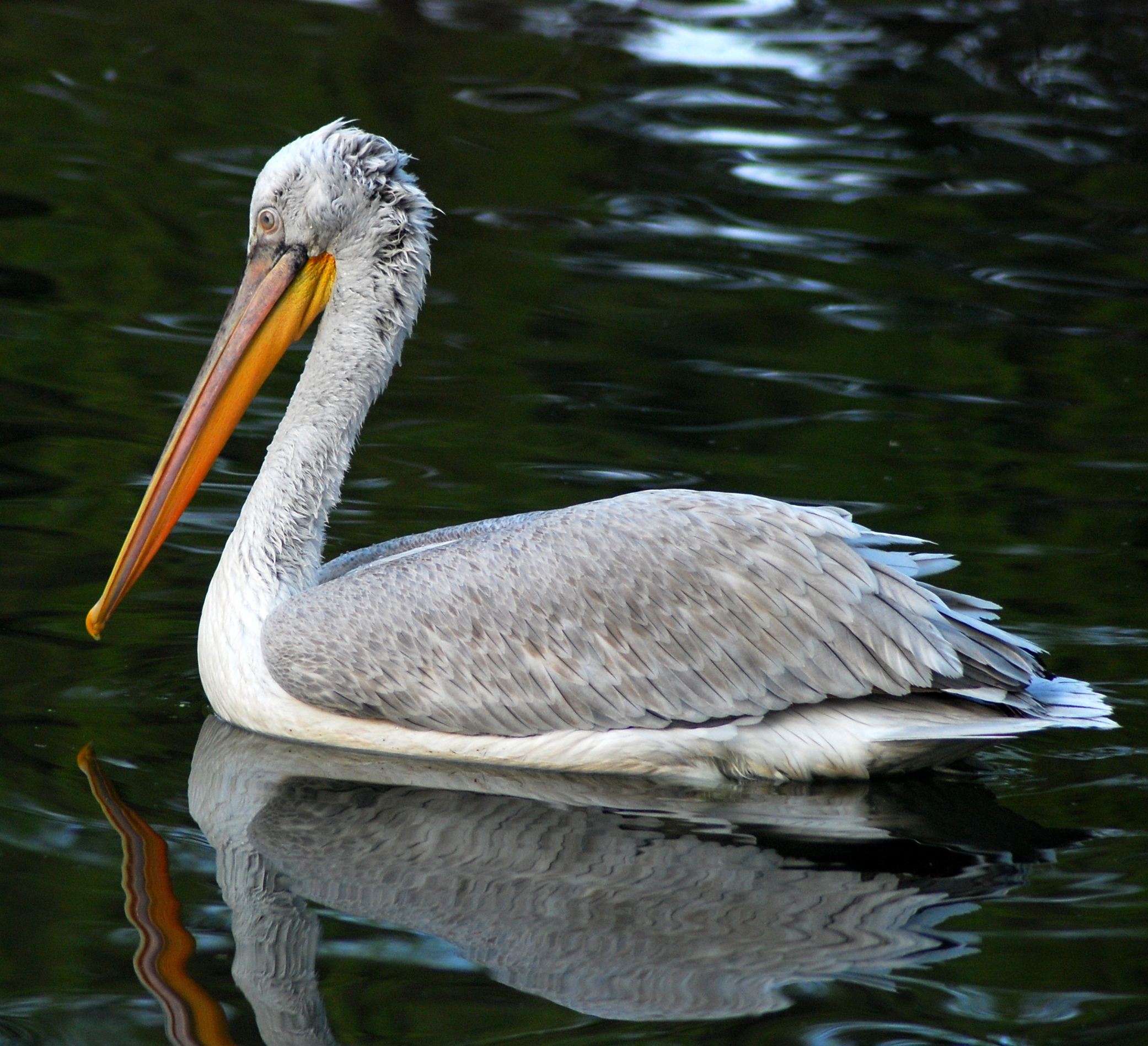
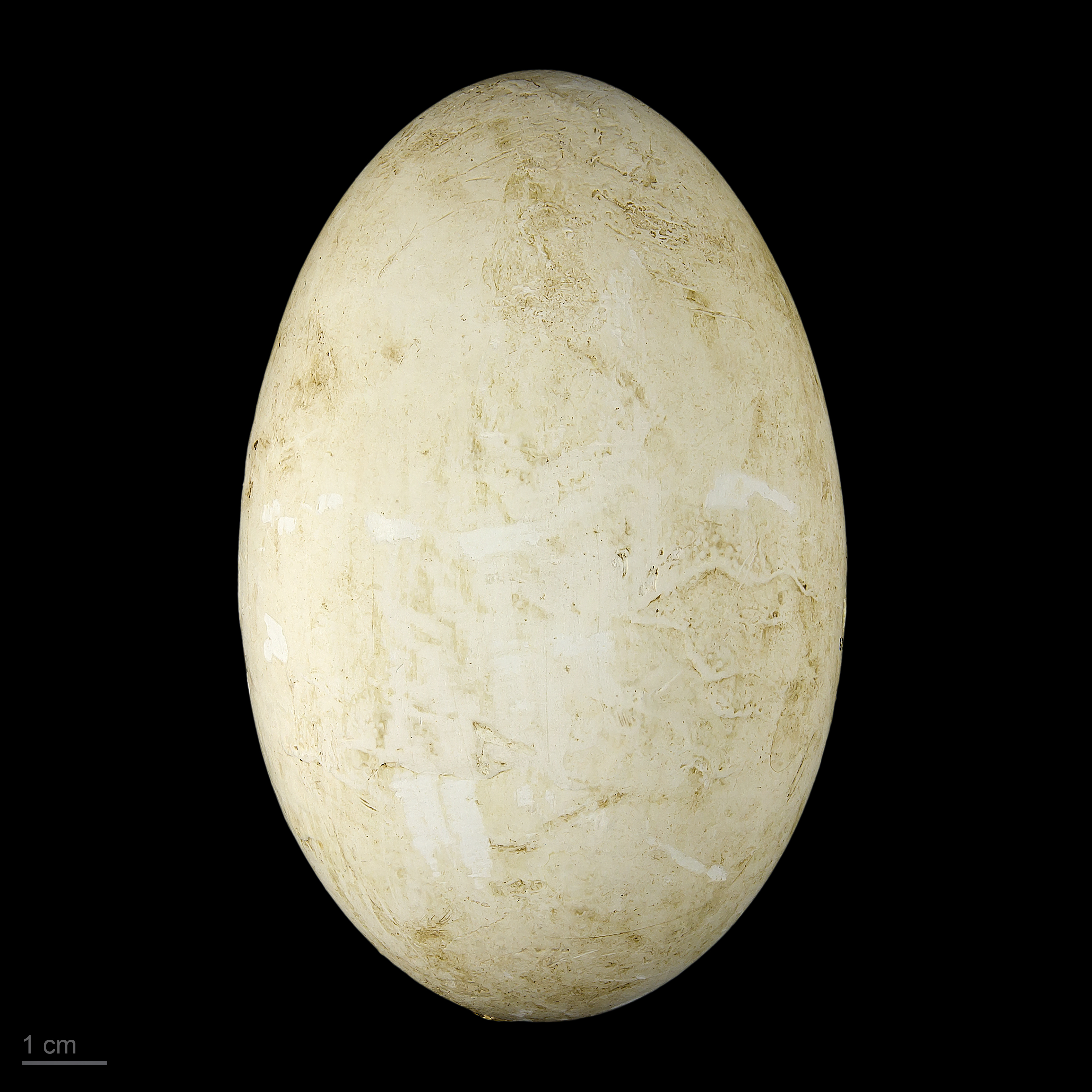
Pelecanus crispus - MHNT